# Municipio de Watersmeet
El municipio de Watersmeet (en inglés: Watersmeet Township) es un municipio ubicado en el condado de Gogebic en el estado estadounidense de Míchigan. En el año 2010 tenía una población de 1417 habitantes y una densidad poblacional de 1,97 personas por km².

## Geografía
El municipio de Watersmeet se encuentra ubicado en las coordenadas 46°15′6″N 89°12′39″O / 46.25167, -89.21083. Según la Oficina del Censo de los Estados Unidos, el municipio tiene una superficie total de 719.43 km², de la cual 659,85 km² corresponden a tierra firme y (8,28 %) 59,57 km² es agua.

## Demografía
Según el censo de 2010, había 1417 personas residiendo en el municipio de Watersmeet. La densidad de población era de 1,97 hab./km². De los 1417 habitantes, el municipio de Watersmeet estaba compuesto por el 79,6 % blancos, el 0,07 % eran afroamericanos, el 18,49 % eran amerindios, el 0,07 % eran asiáticos y el 1,76 % eran de una mezcla de razas. Del total de la población el 1,06 % eran hispanos o latinos de cualquier raza.